# Ada Wong
Ada Wong (エイダ・ウォン Eida Won) è un personaggio immaginario e una dei protagonisti (e antieroina) della serie di videogiochi Resident Evil della Capcom. È un personaggio giocabile in Resident Evil 2, Resident Evil 4 (tramite DLC), Resident Evil: The Darkside Chronicles, Resident Evil: Operation Raccoon City e Resident Evil 6.

## Caratteristiche
Ada è una spia indipendente che opera spesso presso le multinazionali. In apparenza si attiene alle missioni affidatele, tuttavia all'occorrenza Ada diserta o agisce a modo proprio in segreto. Ada appare come una donna dalla personalità distaccata e calcolatrice, dotata di una spiccata quanto sarcastica ironia, tuttavia segue non di rado i suoi ideali personali e si comporta come ritiene più giusto.
Ada è una donna di etnia mista, per metà statunitense e per metà cinese. Nella sua tessera identificativa viene reso noto che è alta centosettantatré centimetri, dal peso tuttavia sconosciuto. Ha la carnagione chiara, i capelli neri e gli occhi castani. Il suo gruppo sanguigno è AB.
Una caratteristica del personaggio di Ada è il suo particolare rapporto con Leon Scott Kennedy, verso il quale sembra nutrire stima. I due si conoscono durante gli eventi di Raccoon City e da allora si sono spesso incontrati in diverse altre occasioni. Sebbene i loro lavori e le loro missioni li vedano spesso contrapposti, essendo l'uno agente governativo e l'altra una spia, i due hanno sempre finito con l'aiutarsi a vicenda.

## Biografia
Ada Wong, della quale si sospetta che persino il suo nome sia solo uno pseudonimo di copertura, nasce presumibilmente nel 1973 in una località sconosciuta e non vi sono informazioni certe sulle sue vicissitudini precedenti al cosiddetto "Disastro di Raccoon City". Ada viene menzionata per la prima volta nel luglio del 1998 in un documento intitolato Lettera del ricercatore. La lettera, scritta da un morente scienziato di nome John, è indirizzata alla collaboratrice e fidanzata, per l'appunto Ada, che usa la relazione per infiltrarsi nei laboratori della Umbrella Corporation.

### Resident Evil 2
Nel settembre del 1998 Ada si reca a Raccoon City, ufficialmente per cercare il fidanzato John, scomparso da tempo, ma in realtà è in missione per recuperare un campione del virus G. Presso il dipartimento di polizia della città incontra Leon, con cui proseguirà la ricerca di una via di fuga, e insieme si scontrano con Annette Birkin, moglie dello scienziato creatore del virus G, che la informa della morte di John avvenuta durante il contagio dei laboratori Umbrella in una villa sui monti Arklay. Ada riuscirà a recuperare una provetta del prezioso agente virale (anticipando un tyrant inviato dalla Umbrella allo stesso scopo), ma viene ferita in modo apparentemente mortale e Leon, che nel corso degli eventi inizia a provare sentimenti verso di lei, è costretto a lasciarla al suo destino. In seguito una figura non del tutto identificabile, ma apparentemente Ada, aiuterà Leon nello scontro finale col tyrant.

### Resident Evil: The Umbrella Chronicles
Anche se gravemente ferita, Ada sopravvive allo scontro col Tyrant T-103, recupera un pezzo di tessuto dal corpo mutato del defunto William Birkin e ritorna nella città per incontrare un contatto, ma lo trova morto. Viene quindi contattata da Albert Wesker, il suo committente, che la informa che Raccoon City sta per essere distrutta da un ordigno nucleare e che può fuggire raggiungendo un elicottero che sta lasciando la città in quel momento. Ada raggiunge il tetto dell'edificio presso il quale è stazionato l'elicottero, ma viene intercettata da un'altra arma biologica, il Tyrant T-0400TP. Eliminata la creatura, Ada si aggrappa al container dell'elicottero che trasporta la memoria dell'unità computerizzata Regina Rossa, sul quale sta viaggiando anche Sergei Vladimir, e riesce a salvarsi.

### Resident Evil 4
Nel 2004 Ada torna in missione apparentemente sempre sotto le direttive di Albert Wesker. La sua missione è recuperare un campione di Plagas Leader, un agente mutageno situato in Spagna, per rifondare la Umbrella. Ada si dirige nel villaggio rurale El Pueblo, dove scopre che anche Leon, divenuto un agente governativo, si trova lì in missione per salvare la figlia del presidente, Ashley Graham, e in diverse occasioni lo aiuta in segreto. Preoccupato che Ada possa fallire la missione, Wesker le ordina di eliminare Leon ma lei, giocando d'astuzia, riesce a convincerlo che Leon potrebbe essere utile per eliminare Osmund Saddler.
Per un breve periodo collabora anche con il mercenario Jack Krauser, ex compagno d'armi di Leon, che si è infiltrato nella setta di Saddler e al quale Wesker affida il compito di eliminare Leon. Tuttavia Ada intercetta il mercenario e salva la vita a Leon. Successivamente, approfittando delle critiche condizioni fisiche in cui Krauser si trovava dopo essere stato sconfitto in combattimento da Leon, Ada finisce il mercenario uccidendolo definitivamente. Raggiunge in seguito Leon per aiutarlo ad eliminare Saddler, ma viene catturata da quest'ultimo. Dopo essere stata salvata da Leon, Ada recupera un lanciarazzi speciale e lo consegna all'agente per permettergli di distruggere definitivamente il mostro in cui il Lord era mutato. Ada, però, deve comunque ultimare la sua missione e intima a Leon di consegnargli il campione di Plaga dominante, consegnandogli tuttavia le chiavi di un acquascooter per consentirgli di lasciare il luogo insieme ad Ashley. Successivamente a missione completata, Ada sale a bordo di un elicottero e attiva delle cariche piazzate per fare esplodere l'isola.
Viene rivelato in seguito che Ada, non fidandosi di Wesker dopo gli eventi di Raccoon City, aveva deciso di lavorare in realtà per una compagnia avversaria per la quale aveva recuperato il campione del parassita dominante. Quindi Ada invia a Wesker un falso campione, mandando in fumo il suo piano di rinascita della Umbrella.

### Resident Evil: Damnation
Nel 2011 Ada si reca nella fittizia Repubblica Slava dell'Est, dove è in corso una guerra interna con armi batteriologiche, che ha investito il Paese con le spore delle Plagas. Ada si presenta alla presidentessa della nazione, Svetlana Belikova, come agente della B.S.A.A. giunta per indagare sull'attacco. Svetlana avvia in segreto delle indagini su Ada, smascherandola, quindi la neutralizza e la imprigiona nelle fondamenta della sede principale del Paese, all'interno delle quali si trovano campioni e prodotti del medesimo parassita.
Nel frattempo Leon, sul luogo per conto degli Stati Uniti, segue una pista che lo conduce presso il laboratorio segreto della sede principale, dove libera Ada ed elimina le tracce del parassita. La vicenda si conclude con Ada che tratta con una figura sconosciuta per la propria incolumità penale in cambio di un campione di Plagas.

### Resident Evil 6
Nel 2013 Ada viene coinvolta in un attacco bioterroristico nel quale viene designata dalle autorità internazionali come la principale sospetta. Tuttavia l'autore dell'attentato è Derek Simmons, consigliere alla sicurezza nazionale degli Stati Uniti, che è a capo di un'organizzazione nota come "la Famiglia", precedentemente in trattative con gli ex dirigenti della Umbrella sul mercato nero per ottenere armi biologiche e crea la cosiddetta Neo-Umbrella. Simmons approfitta della sua carica per impedire che il presidente riveli pubblicamente la verità sugli insabbiamenti governativi relativi all'incidente di Raccoon City; ricatta l'agente Helena Harper, che disabilita la sicurezza, e infetta la città di Tall Oaks con il nuovo virus C, dagli effetti simili a quelli del virus T, dove il presidente doveva avere una conferenza stampa. Il presidente viene infettato e Leon, qui presente per supportare le unità di sicurezza, è costretto a ucciderlo, venendo quindi accusato di omicidio.
Ada scopre che Simmons, suo ex collega da sempre ossessionato da lei, ha creato un suo clone, Carla Redames, che le ruba l'identità e attua l'attentato. Sei mesi dopo avviene un secondo attentato in Cina. Ada aiuta ancora una volta Leon ed Helena nella loro missione, intercetta ed elimina definitivamente il suo clone e lo stesso Simmons. Fornite a Leon le prove della sua innocenza, Ada s'infiltra nei laboratori segreti della Neo-Umbrella dove cancella ogni prova della sua colpevolezza negli attacchi bioterroristici e della creazione del suo clone.

## Altri media

### Cinema
- Nella quinta trasposizione cinematografica della saga, Ada viene interpretata dall'attrice cinese Li Bingbing. In questo film indossa lo stesso abbigliamento rosso molto elegante come viene visto prima nel videogioco originale Resident Evil 4.
- Nell'adattamento cinematografico reboot dei primi due videogiochi, Ada viene interpretata dall'attrice cino-canadese Lily Gao.

## Accoglienza
Retrospettivamente, la rivista Famitsū ha classificato Ada Wong come la quindicesima eroina più famosa dei videogiochi degli anni '90.